# William Stephenson
William Stephenson ps. Intrepid (ur. 23 stycznia 1896 w Winnipeg, zm. 31 stycznia 1989 w Paget) – kanadyjski przedsiębiorca, milioner, szef brytyjskiego wywiadu na zachodniej półkuli w czasie II wojny światowej.

## Życiorys
Urodził się 23 stycznia 1896 w Winnipeg jako William Samuel Clouston Stanger. Adoptowany w wieku czterech lat przez Vigfusa i Kristin Stephensonów przyjął ich nazwisko i dorastał w Point Douglas w kanadyjskiej prowincji Manitoba.
Porzucił edukację dla służby w korpusie Royal Canadian Engineers (1914–1915), a następnie Royal Flying Corps (1915–1918) we Francji. Przypisano mu 16 zestrzeleń wrogich samolotów, za co odznaczono go Krzyżem Wojskowym i Krzyżem Wybitnej Służby Lotniczej (Distinguished Flying Cross). Po wojnie zajmował się różnymi przedsięwzięciami, produkując m.in. radia, fonografy, samochody i samoloty, ale też zajmując się budownictwem, handlem nieruchomościami i działając w branży stalowej. Dzięki prowadzonej działalności zyskał duży majątek, zarejestrował też kilka patentów. W tym czasie żył w Wielkiej Brytanii. Dzięki rozległym kontaktom biznesowym uzyskał wartościowe informacje na temat postępującej w latach 30. rozbudowy w Niemczech przemysłu zbrojeniowego i sił zbrojnych, a także o rozwoju niemieckiej maszyny szyfrującej Enigma.
Zdobyte informacje Stephenson przekazał brytyjskim służbom wywiadowczym. Po objęciu w 1940 urzędu premiera Wielkiej Brytanii przez zaprzyjaźnionego z nim Winstona Churchilla Stephenson został jego osobistym wysłannikiem do prezydenta USA Franklina Roosvelta. Został wysłany do Nowego Jorku, by kierować tworzoną w Stanach Zjednoczonych British Security Coordination. Na jej czele Stephenson koordynował całość brytyjskich operacji szpiegowskich na zachodniej półkuli: rekrutował agentów, tworzył ośrodek szkoleniowy dla agentów Kanadzie i organizował łączność między BSC i rządem Stanów Zjednoczonych do czasu aż Office of Strategic Services przejęło w 1942 odpowiedzialność za działalność w USA. Z czasem Stephenson został bliskim doradcą Roosvelta i z jego polecenia na szefa Office of Strategic Services mianowano Williama Donovana.
BSC działała za nieformalnym przyzwoleniem administracji prezydenta Roosevelta i zajmowała się lobbowaniem na rzecz wsparcia dla Wielkiej Brytanii, walczącej przeciw nazistowskim Niemcom, ale także w tajemnicy przed amerykańskimi władzami prowadziła kampanię propagandową i manipulacji prasą oraz radiem, doprowadzając do publikowania probrytyjskich i antyniemieckich treści. BSC wydawało broszury, grę planszową i rozpropagowało mapę pokazującą rzekome niemieckie plany ekspansji w Ameryce Południowej i Środkowej. BSC zajmowała się również zwalczaniem niemieckich wpływów w USA i zwalczaniem organizacji izolacjonistycznych. Celem kampanii było przekonanie amerykańskiego społeczeństwa, że dołączenie do wojny przeciw Niemcom jest słuszne, a pozostawanie na boku antyamerykańskie. Stephenson finansował wiele operacji BSC z własnej kieszeni.
Jednym z absolwentów jego kursów był Ian Fleming, który określił Stephensona jako inspirację dla swoich powieści szpiegowskich.
W 1945 otrzymał tytuł szlachecki. Rok później jako pierwszy obywatel obcego państwa otrzymał od Harry’ego Trumana najwyższe (w okresie 1942–1952) odznaczenie amerykańskie Medal for Merit, a w 1979 r. został Towarzyszem Orderu Kanady, zaś w 1985 otrzymał Manitoba Order of the Buffalo Hunt. Ponadto otrzymał honorowe dyplomy od University of Winnipeg (1979) i University of Manitoba (1980). Po wojnie wrócił do działalności biznesowej, kierując nią z Jamajki. Na emeryturę przeszedł w 1968, a 21 lat później zmarł.